# Loïc Le Ribault
Pour les articles homonymes, voir Ribault.
Loïc Le Ribault, né le 18 avril 1947 à Vannes et mort le 6 juin 2007 à Dinard, est un géologue français et expert judiciaire en micro-analyse.
Dans les années 1990, il prétend avoir inventé une molécule miracle avant d'être condamné pour exercice illégal de la médecine et tromperie.

## Biographie

### Expert de la police scientifique
Loïc Le Ribault nait le 18 avril 1947 à Vannes. Docteur ès sciences en géologie, Loïc Le Ribault devient un des pionniers en France de l'utilisation de la microscopie électronique à balayage. Il participe à plusieurs innovations techniques de la police scientifique française dans les années 1980. 
Il devient expert en micro-analyse près la Cour d'appel de Bordeaux et près la Cour de cassation. 
Il fonde en septembre 1981 son propre laboratoire privé : le Centre d'applications et de recherches en microscopie électronique (C.A.R.M.E), dont un des secteurs d'expertise est la micro-analyse. 
Il met notamment au point une méthode d'examen microscopique des sédiments permettant de déterminer l'histoire géologique et la provenance des grains de sable.
En 1991, Loïc Le Ribault est ruiné par la décision de l'Institut de recherche criminelle de la Gendarmerie nationale de s'équiper en microscopes électroniques, scellant la fin du monopole de son laboratoire.

### Silicium organique G5
En 1959, Norbert Duffaut (1923-1993), chimiste organicien de l'université de Bordeaux, dépose un brevet sous nom de D.N.R. (Duffaut Norbert Remède) pour son silicium organique.
En 1993, Loïc Le Ribaut reprend les travaux de Norbert Duffaut qui vient de mourir et annonce avoir mis au point une molécule organo-silicée, qu'il nomme G5. En réalité, ce n’est qu’une nième version à base de méthylsilanetriol.
En 1995, Loïc Le Ribaut commercialise sur internet son "silicium organique", sa « bombe G5 ». Il ment alors en prétendant avoir amélioré la découverte de Duffaut pour en faire un produit miracle. Les ventes rapportent plus de 2 millions de francs en quelques mois.
Rapidement, des critiques s'élèvent. Loïc Le Ribaut prétend que le G5 est produit à l’aide de sable par le travail de bactéries et n'hésite pas à vendre des parts d'un « Institut de Silicothérapie » qui n'a jamais existé.
En 2004, 2009 et 2011, tant l'EFSA que l'Afssa rendent un avis négatif sur le silicium organique, toujours largement commercialisé, mais dont les effets n'ont jamais été scientifiquement démontrés, alors que l'alimentation quotidienne fourni déjà  plus que les apports journaliers recommandés.

#### Exercice illégal de la médecine
Le 8 octobre 1995, un article de Sud-Ouest, déclenche une enquête de la DRASS. Le Ribault y parle de sa molécule comme d'un remède pour « l'arthrose, psoriasis, migraine, séropositivité, sida, cancer… »
Des plaintes sont déposées par le Conseil national de l'Ordre des médecins et par l'Ordre national des pharmaciens pour exercice illégal de la médecine et de la pharmacie. Il est alors interpellé et placé en détention préventive pendant deux mois.
À sa sortie, avant d'être jugé, il part dans les Caraïbes, en Belgique, à Jersey puis en Irlande, d'où il continue de commercialiser son G5, avant d'être arrêté en 2003 à Genève en vertu d'un mandat d'arrêt international. Sa cavale aura duré sept ans,.
Jugé en 2004 à Bordeaux, il est condamné à un an de prison, dont six mois avec sursis, pour exercice illégal de la médecine et de la pharmacie et tromperie,.

### Mort
Il meurt en 2007 à l'âge de 60 ans à l'hôpital de Dinard.

## Publications
- 1973 : L'exoscopie, méthode de détermination de l'évaluation subie par les quartz, grâce à l'examen de leurs aspects de surface au microscope électronique à balayage, Réunion annuelle des Sciences de la Terre. Paris, 19-22 mars 1973  (OCLC 1026155626)
- 1975 : L'exoscopie : méthode et applications, éditeur Compagnie française des pétroles, Paris (OCLC 934413010)
- 1977 : L’exoscopie des quartz, éditions Masson, Paris  (ISBN 9782225461231)
- 2007 : Qui a peur de Loïc Le Ribault? : deux crimes impardonnables : rénover la police scientifique, inventer un remède révolutionnaire, éditeur Silicium España, Piedras Blancas (Asturias)  (ISBN 9788461188048)[N 1]

### Thèse
- 1973 - Université Paris-Sud, Centre d'Orsay : L'exoscopie : méthode de détermination des évolutions subies par les grains de quartz au cours de leu histoire géologique, par l'étude de leurs aspects superficiels au microscope électronique à balayage, éditeur Laboratoire de sédimentologie, Orsay (OCLC 18066297)

### Articles collectifs
- 1971 - avec Frédéric Baltzer : Néogenèse de quartz dans les bancs sédimentaires d’un delta tropical : aspect des grains en microscopies électronique et optique, (OCLC 713137120)
- 1975 - avec Daniel Aubert : Quartz du pied du Jura, Éditeur Université de Lausanne, Lausanne (OCLC 5199463)
- 1975 - avec Kingsley Charles Dunham et A. J. Smith : Application de l’exoscopie des quartz à quelques échantillons prélevés en Manche Orientale, Phil. Trans. Royal Society of London A., 277, p. 277-286 (OCLC 8582136664)
- 1978 - avec R. Clocchiatti  et I. Rodrigo : Endoscopie et exoscopie de grains de quartz des formations du Pliocène et du Quaternaire de La Paz (Bolivie) (OCLC 713129763)
- 1979 - avec J.P. Tastet : Apports de l’exoscopie des quartz à la détermination de l’origine des dépôts quaternaires littoraux de Côte d’Ivoire, Comptes rendus du 1978 International Symposium on Coastal Evolution in the Quaternary, Brasilian National Working Group for the I.G.C.P., Project 61, Sao-Paulo (Brésil), p. 573-587. (OCLC 1075578986)
- 1981 - avec Pierre Giresse : Contribution de l’étude exoscopique des quartz à la reconstitution paléogéographique des derniers épisodes du Quaternaire littoral du Congo, Quaternary Research, (OCLC 4634152890)
- 1981 - avec N. Hamoumi et A. Pelhate : Les schistes du Cosquer (Ordovicien supérieur, Massif armoricain occidental) : une formation glacio-marine à la périphérie d’un inlandsis ordovicien, Bulletin de la Société géologique de France, (7), t. XXIII, no 3 (OCLC 5712590930)

### Documentaire
- « Les empreintes du crime » le 6 juin 2000 dans Faites entrer l'accusé présenté par Christophe Hondelatte sur France 2.